# Froilana Febles
Froilana Febles Rivera (Villa de Santa Cruz, El Seibo; 1814-El Seibo, 29 de julio de 1888) fue una independentista dominicana. Fabricó cartuchos para los soldados seibanos que vendrían a formar parte del ejército que derrotó a los haitianos en las primeras batallas de la independencia dominicana. Febles sacrificó sus prendas y sus haberes para la compra de los primeros buques que debían formar la flotilla nacional, encargada de la defensa de las costas dominicana en 1844.....

## Historia familiar
Froilana Febles Rivera nació en Villa de Santa Cruz de El Seibo en el año 1814. Hija legítima, con tres hermanos más, de Miguel Febles Vallenilla,  Prócer de la guerra de la Reconquista, que combatió bizarramente en la batalla de Palo Hincado, fallecido en el Seibo el 12 de diciembre de 1824 y de Micaela de Rivera y Soto, propietaria de extensos hatos.
La madre de Froilana Febles, Micaela de Rivera en 1828 contrajo segunda nupcias con Pedro Santana, sin dejar descendencia. Siendo su madre la esposa de Santana, Froilana y su progenitora se destacaron en la fabricación de cartuchos para los soldados seibanos que vendrían a formar parte del ejército que derrotó a los haitianos en las primeras batallas de la independencia dominicana y fueron el vínculo de comunicación de sus esposos, Pedro y Ramón Santana, cuando estos permanecían ocultos preparando el golpe libertador en la región del Este. Febles sacrificó junto a su madre sus prendas y sus haberes para la compra de los primeros buques que debían formar la flotilla nacional, encargada de la defensa de las costas dominicana en 1844.
Froilana Febles contrae nupcias en su ciudad natal el 21 de septiembre de 1829 con Ramón Santana, hermano gemelo de Pedro Santana, con quien tuvo los siguientes hijos: Manuel (n 1833), María Francisca (n. 1840), que se casó el 13 de enero de 1851 con el prócer general Delgracia Linares, Rafael (n. 1836), Estebanía (n. 1835), Petronila (n. 1837), Agustín (n. 1839) y María de Jesús Santana Febles (n. 1842). Solo Manuel, María Francisca y Rafael llegaron a la edad adulta.
Viuda por el fallecimiento del General Ramón Santana, ocurrido el 15 de junio de 1844, Froilana Febles contrajo segundas nupcias en el Seibo el 19 de enero de 1851 con Ramón Pérez Almanzar, de cuyo matrimonio hubo los siguientes hijos: Nicanor, que aunque no fue político militante, ocupó varios cargos de importancia al igual que Pedro, que ocupó una Secretaría de Estado y la gobernación de las provincias orientales, Pedro Alejandrino y Eloísa, que se casó con el general Julián Zorrilla.
Por su oposición a la dictadura de los seis años de Báez, Froilana Febles fue expatriada y residió en Puerto Rico. Allí adquirió algunos conocimientos de medicina y de farmacia y a su regreso se dedicó a la venta de medicinas en el Seibo y hacía de médico. Falleció en su ciudad natal el día 29 de julio del año 1888, siendo sepultada bajo las bóvedas de la iglesia parroquial.

## Honores
Son pocos los honores que el pueblo dominicano a brindado a esta mujer que participó tan de cerca en la gestación de la nación dominicana. Hasta ahora solo se conoce:
- En 2008 se emitió un sello postal, con el rostro de Froilana Febles, con un costo de $10 pesos dominicanos.[9]